# Gåtornas palats
Gåtornas palats (engelsk titel: Digital Fortress, ISBN 91-0-010716-6) är en teknikvetenskaplig spänningsroman av den amerikanske författaren Dan Brown, som även skrivit Da Vinci-koden, Änglar och demoner och I cirkelns mitt. Boken publicerades 1998 och kom i svensk översättning av Ola Klingberg år 2006. Det är Dan Browns debutroman, med datakoder, symboler och elektronisk övervakning från NSA, USA:s spionorganisation i kommunikationssektorn.

## Handling
Susan Fletcher, matematiker och kryptoanalytiker på National Security Agency, finner sig själv stå inför en oknäckbar kod (krypto) som heter "Digital Fortress" och som TRANSLTR inte kan knäcka. TRANSLTR är NSA:s 2 miljarder dollar dyra superdator som kan knäcka krypterade data snabbt med hjälp av brute force-metoden. Koden för "Digital Fortress" är skriven av den japanske kryptografen Ensei Tankado, tidigare anställd hos NSA, som är missnöjd med myndighetens intrång i människors privatliv. Tankado lägger ut en kopia av Digital Fortress på sin webbplats, krypterad med dess egen kod, och hotar med att hans medbrottsling "North Dakota" kommer att frigöra algoritmen om han dör. Detta skulle då leda till att hela världen fick tag på en oknäckbar algoritm, något som NSA till varje pris vill undvika. Tankado hittas så småningom död i Sevilla i Spanien. Fletcher måste tillsammans med sin fästman David Becker, lingvist med eidetiskt minne, finna en lösning för att stoppa spridningen av koden.

### Kodlösning
Kryptot som finns längst bak i boken dekrypteras genom att titta på första bokstaven i motsvarande kapitel.
3-16-39-21-6-14-77-20-19-39-47-116-39-19-39-60
Exempelvis börjar kapitel tre med "Susan stannade Volvon", alltså ger talet 3 bokstaven S. De sexton talen ger resultatet:
SERATBSLORELRORT
Kryptot avkrypteras genom att arrangera bokstäverna i kolumner. I Boken kallas detta "Julius Caesars kvadratchiffer", men har ingenting att göra med caesarrullning, som är ett vanligt substitutionskrypto. 
S E R A
T B S L
O R E L
R O R T
Läser man raderna uppifrån och ner blir texten STOREBRORSERALLT. Med tillagda mellanslag blir klartexten "Storebror ser allt", en hänvisning både till George Orwells framtidsroman 1984 och amerikanska NSA:s övervakningssystem.

## TRANSLTR
TRANSLTR är en fiktiv superdator som finns på National Security Agency i boken (NSA har svurit att de inte har någon sådan superdator i verkligheten.).
TRANSLTR var en superdator på Krypto-avdelningen på NSA i Maryland. Enligt boken kunde TRANSLTR knäcka vilken kod som helst i hela världen, tills "Digitala fästningen" kom. Det var ett krypteringssätt som var beständigt mot alla sorter av uttömmande sökning. Senare i boken visade det sig att "Digitala fästningen" var en bluff för att få in en mask (en sorts datorvirus) i TRANSLTR.
TRANSLTR bestod av 3 miljoner kiselprocessorer, vilka arbetade parallellt med varandra. Detta betyder att den kan testa tre miljoner nycklar i sekunden vid uttömmande sökning. Tre miljoner processorer avger en enorm mängd värme och kyldes därför av freon (en sorts gas).
När TRANSLTR i slutet av boken stängdes av och sattes på fick den inte in freonet till processorerna, vilket ledde till att den exploderade.
Enligt boken kostade TRANSLTR 2 miljarder dollar att bygga. TRANSLTR har ett skydd mot virus som kallades Gauntlet. Programmet plockar bort alla filer med virus innan de släpps in.